# Gustav Kurt Hoffmann
Gustav Kurt Hoffmann (* 1891 in Gudensberg, Hessen; † 1965 in Bad Godesberg) war ein deutscher Schauspieler und Theaterleiter.

## Leben
Als beliebter und vielseitiger Schauspieler und Regisseur gehörte Hoffmann zum Ensemble des Neuen Schauspielhauses in Königsberg (Preußen). Unter Fritz Jessner galt es als eine der besten Provinzbühnen im Deutschen Reich. Als Jessner 1933 in die Vereinigten Staaten emigriert war, übernahm Hoffmann die Leitung des Theaters; es war von der Roßgärter Passage auf die Hufen in das ehemalige Luisentheater umgezogen. Er wechselte an das Schauspielhaus Breslau, das 1949/50 zum Polnischen Theater Breslau wurde. Nach dem Zweiten Weltkrieg und der Schlacht um Breslau wirkte er bis zu seinem Tode als Schauspieldirektor seines Contra-Kreis-Theaters, eines Zimmertheaters in Bonn, welches nach seinem Tode von seiner Tochter Katinka Hoffmann übernommen wurde. Verheiratet war er mit Eva Reimer.